# 데릭 아사모아
데릭 아사모아(영어: Derek Asamoah, 1981년 5월 1일 ~ )는 가나의 축구 선수이다. 영국 국적도 가지고 있다.
K리그 등록명은 아사모아였다.

## 클럽 경력

### 아마추어
아사모아는 북런던에 있는 프로텍 풋볼 아카데미에서 축구를 배웠다. 아카데미에 있는 동안 세미 프로 클럽인 햄프턴 & 리치먼드 버러와 슬라우 타운에서 뛰기도 하였다.

### 프로
2001년 아사모아는 노샘프턴 타운에서 입단 테스트를 보았고, 프로 계약을 맺었다. 첫 시즌에 인상적인 모습을 보여준 후, 더 나은 조건의 재계약 제안을 받았으나 맨스필드 타운으로 이적하였다. 그러나 맨스필드 타운에서 어려운 시절을 보냈고, 한 시즌만에 링컨 시티로 이적하였다. 새롭게 이적한 링컨 시티에서도 매우 적은 골을 넣었고, 키스 알렉산더 감독은 그를 체스터 시티로 임대보냈다. 체스터 시티에서는 17경기에서 8골을 넣는 활약을 하였고, 체스터 시티는 그에게 전임 계약을 제시하였으나 이를 거절하였고, 링컨 시티에서도 방출당했다.
이후 2006년 7월에 새로운 클럽을 찾으며 동커스터 로버스, 스컨소프 유나이티드 등에서 입단 테스트를 보았고, 8월 3일에 슈루즈버리 타운이 그를 영입했다고 발표하였다. 2006-07 시즌에 그는 10골을 넣으며 슈루즈버리 타운을 7위에 올려 리그 2 플레이오프 진출에 기여하였다.

### 니스
2007년 8월에 아사모아는 논쟁 속에 리그 1의 OGC 니스로 이적하였다. 그가 협상을 위해 프랑스로 갔을 때는 소속팀인 슈루즈버리 타운이나 잉글랜드 축구 협회, 풋볼 리그의 허락을 받지 않은 상태였다. 아사모아는 5만 파운드의 이적료를 남기고 니스로 떠났다. 아사모아가 떠났을 때 슈루즈버리 타운의 감독 게리 피터스는 아사모아의 행동을 비난하였다. 아사모아는 그러나 시즌이 끝날 때까지 한 경기도 모습을 드러내지 못했다. 그 다음 시즌에도 1군 진입에 실패하였다. 그는 팀을 떠났던 2009년 1월까지 무려 18개월 동안 모습을 드러내지 못하였다.

### 해밀턴 아카데미컬
2009년 4월 2일, 아사모아는 스코틀랜드 프리미어리그의 해밀턴 아카데미컬로 이적하였고, 셀틱과의 데뷔전에서 6-0으로 참패하였다. 시즌이 끝나고 아사모아는 해밀턴 아카데미컬을 떠나 불가리아에 가기로 결심하였다.

### 로코모티프 소피아
2009년 8월, 아사모아는 불가리아 A 프로축구그룹의 로코모티프 소피아와 계약하였다. 잔부상 회복 후에 아사모아는 곧 주전 자리를 꿰찰 수 있었다. 그는 로코모티프 소피아에서 없어서는 안 될 공격 자원이 되었다. 리그 챔피언 레스프키 소피아와의 경기에서는 두 골을 어시스트하였다. 그는 이 경기가 끝나고 해당 라운드의 베스트 선수에 뽑히기도 하였다. 2010-11 시즌을 앞두고는 1번 셔츠를 받았고, 시즌 중반까지 7골을 기록하였다.

### 포항 스틸러스
2010년 11월, 아사모아는 포항 스틸러스와 계약하였다.

### 대구 FC
2013년 2월, 아사모아는 1년 계약을 맺으며 대구 FC에 입단하였다.

## 국가대표 경력
2006년 10월, 아사모아는 일본·대한민국 축구 국가대표팀과의 경기를 앞두고 가나 축구 국가대표팀에 선발되어 데뷔전을 치렀다.
2011년 11월 소속팀 포항 스틸러스에서의 활약으로 2011 아프리카 네이션스 챔피언십을 앞둔 가나 대표팀에 재승선하였고 가봉과의 A매치 경기에서 결승골을 터뜨렸다. 이후 발표된 아프리카 네이션스 챔피언십 예비 엔트리에 포함되었으나, 최종 엔트리에선 제외되었다.